# Fotis Ioannidis
Fotis Ioannidis (Calcis, 10 de enero de 2000) es un futbolista griego que juega en la demarcación de delantero para el Panathinaikos F. C. de la Superliga de Grecia.

## Selección nacional
Tras jugar en varias categorías inferiores de la selección, finalmente hizo su debut con la selección de fútbol de Grecia en un partido de la Liga de Naciones de la UEFA 2022-23 contra Chipre que finalizó con un resultado de 1-0 tras el gol de Marinos Tzionis.

## Clubes
| Club                | País   | Año       | Partidos | Goles |
| ------------------- | ------ | --------- | -------- | ----- |
| Levadiakos F. C.    | Grecia | 2017-2020 | 49       | 7     |
| Panathinaikos F. C. | Grecia | 2020-     | 185      | 51    |

## Palmarés

### Títulos nacionales
| Título         | Club                | País   | Año  |
| -------------- | ------------------- | ------ | ---- |
| Copa de Grecia | Panathinaikos F. C. | Grecia | 2022 |
| Copa de Grecia | Panathinaikos F. C. | Grecia | 2024 |